# Metal Slug 3
Metal Slug 3 est un jeu vidéo du type run and gun développé et édité par SNK en 2000 sur Neo-Geo MVS et Neo-Geo AES (NGM 256),. C'est le quatrième épisode de la série Metal Slug, il a été porté sur PlayStation 2 en 2003 et sur Xbox en 2004 Xbox.

## Description
Comme les épisodes précédents, ce jeu est de type run and gun, mais il y a de petits ajouts :
- Plusieurs nouveaux transports ;
- Plusieurs chemins dans un niveau ;
- Plusieurs nouveaux ennemis : insectes mutants, zombis, plantes carnivores, guerriers Japonais armés de katanas et d'autres armes, escargots géants, crabes géants et yétis. Les aliens contiennent également d'autres nouveaux ennemis.
- Un nouveau prisonnier : le président.

La grande nouveauté de cet épisode est de pouvoir être transformé en zombi.

## Système de jeu
Le but du jeu est de faire le plus de points, mais vous pouvez aussi essayer de faire tous les chemins annexes.
En plus du Metal Slug, du Camel Slug, du Slug Flyer et du Slugnoïd, de nouveaux véhicules font leurs apparitions :
- Le Metal Slug Type-R : une variante du Metal Slug d'origine, cette variante est peinte de couleur dorée, peut sauter beaucoup plus haut et est plus rapide que l'original.
- Le Slug Mariner : un sous-marin muni d'une paire de Vulcan Cannons et capable de lancer des torpilles via le bouton de grenade.
- Le Elephant Slug : une paire de Vulcan Cannons montés sur un éléphant ; tout comme les autres véhicules animaux, celui-ci n'offre aucune protection au joueur qui peut aussi lancer normalement des grenades, mais l'Elephant Slug est particulier car il ne peut pas sauter, et peut lancer des boules de feu ou des rayons électriques en collectant respectivement une caisse de piments ou une batterie qui sont chacune propres à deux personnages.
- Le LV Armor : c'est un véhicule appartenant à l'Armée Rebelle mais qui peut être utilisé par les joueurs, c'est une machine très résistante, qui saute haut et peut faire des double-sauts grâce à un système de propulsion, il peut combattre avec ses pinces, lancer des obus avec un canon caché dans une de ses pinces mais contrairement aux autres véhicules, celui-ci peut utiliser n'importe quelle arme utilisable à pied et avec des munitions limitées.
- Le Ostrich Slug : une autruche munie d'une paire de Vulcan Cannons, qui laisse le joueur exposé aux tirs ennemis comme les autres véhicules animaux mais celui-ci se distingue des autres car il est très rapide.
- Le Slug Driller : une machine de forage capable d'utiliser des Vulcans Cannons et une foreuse, ce véhicule ne peut pas sauter mais son cockpit peut monter/descendre en appuyant sur le bouton de saut.
- Le Slug Copter : un hélicoptère muni d'une paire de Vulcan Cannons, qui peut utiliser des bombes air-sol via le bouton de grenade.
- Le Rebel Astro : tout comme le LV Armor, le Rebel Astro appartient à l'Armée Rebelle mais peut être utilisé par le joueur, c'est un vaisseau spatial qui est largué par une fusée de l'Armée Rebelle et automatiquement mis en vol ; il est utilisé pendant l'alliance entre l'Armée Régulière et l'Armée Rebelle pour infiltrer le vaisseau-mère des Martiens et ainsi sauver le Général Morden, le soldat régulier capturé et tuer leur chef, Rootmars ; ce véhicule peut utiliser à la fois les armes utilisables à pied avec des munitions limitées, des Vulcan Cannon qui peuvent être ramassés durant la mission ainsi qu'un lance-missile utilisable via le bouton de grenade.

Après les transformations en momie et le fait de pouvoir grossir, une nouvelle transformation apparaît également :
- La transformation en zombi : utilisable en se faisait toucher par le fluide rejeté par les zombis, tout comme la transformation en momie, le joueur est plus lent et ne peut utiliser que son pistolet, mais en plus, il ne peut pas s'abaisser et à la place des grenades, il peut attaquer avec du vomi de sang qui est très puissant et attaque presque la moitié de l'écran, de plus, il est invulnérable aux armes à feu et aux armes blanches, mais peut toujours mourir en se faisait toucher par ce même fluide, on peut redevenir humain en collectant une boîte de premiers soins.

## Réédition
- PlayStation Network
- PlayStation 2 (2003 ; 2006, The Metal Slug Collection)
- Xbox (2004)
- PlayStation Portable (2006, The Metal Slug Collection)
- Wii (2006, The Metal Slug Collection)